# Antônio Joaquim da Silva Gomes
Antônio Joaquim da Silva Gomes (1806 — 1872) foi um político brasileiro.
Foi presidente das províncias de Goiás, de 11 de julho de 1850 a 20 de dezembro de 1852, e da Bahia, de 2 de março a 5 de novembro de 1864.